# Municipio de Chance
El municipio de Chance (en inglés: Chance Township) es un municipio ubicado en el condado de Perkins en el estado estadounidense de Dakota del Sur. En el año 2010 tenía una población de 40 habitantes y una densidad poblacional de 0,22 personas por km².

## Geografía
El municipio de Chance se encuentra ubicado en las coordenadas 45°23′31″N 102°16′28″O / 45.39194, -102.27444. Según la Oficina del Censo de los Estados Unidos, el municipio tiene una superficie total de 185.49 km², de la cual 184,57 km² corresponden a tierra firme y (0,5 %) 0,92 km² es agua.

## Demografía
Según el censo de 2010, había 40 personas residiendo en el municipio de Chance. La densidad de población era de 0,22 hab./km². De los 40 habitantes, el municipio de Chance estaba compuesto por el 92,5 % blancos y el 7,5 % eran de una mezcla de razas. Del total de la población el 0 % eran hispanos o latinos de cualquier raza.